# Slovenská archivistika
Slovenská archivistika („słowacka archiwistyka”) – słowackie czasopismo naukowe poświęcone zagadnieniom z zakresu archiwistyki. Ukazuje się od 1966 roku jako jedyny tego rodzaju periodyk na Słowacji.
Czasopismo zostało zapoczątkowane przez historyka Michala Kušíka, jednego z założycieli słowackiej archiwistyki.
Według stanu na 2020 r. funkcję redaktora naczelnego pełni Mária Mrižová.